# Amegilla michaelis
Amegilla michaelis är en biart som först beskrevs av Cockerell 1930.  Amegilla michaelis ingår i släktet Amegilla och familjen långtungebin. Inga underarter finns listade i Catalogue of Life.